# Ytres
Ytres là một xã ở tỉnh Pas-de-Calais, vùng Hauts-de-France của Pháp.

## Dân số
| 1962                                                         | 1968 | 1975 | 1982 | 1990 | 1999 | 2006 |
| ------------------------------------------------------------ | ---- | ---- | ---- | ---- | ---- | ---- |
| 438                                                          | 442  | 396  | 354  | 361  | 393  | 415  |
| Số liệu điều tra dân số từ năm 1962: Dân số không tính trùng |      |      |      |      |      |      |

## Địa điểm nổi bật
- Nhà thờ St. Pierre thế kỷ 20.